# سام ألين
سام ألين (بالإنجليزية: Sam Allen)‏ هو عازف بيانو أمريكي، ولد في 30 يناير 1909 في ميدلبورت في الولايات المتحدة، وتوفي في سبتمبر 1963 في أوكلاند في الولايات المتحدة.

## روابط خارجية
- سام ألين على موقع ميوزك برينز (الإنجليزية)
- سام ألين على موقع أول ميوزيك (الإنجليزية)
- سام ألين على موقع ديسكوغز (الإنجليزية)